# Empire State Plaza

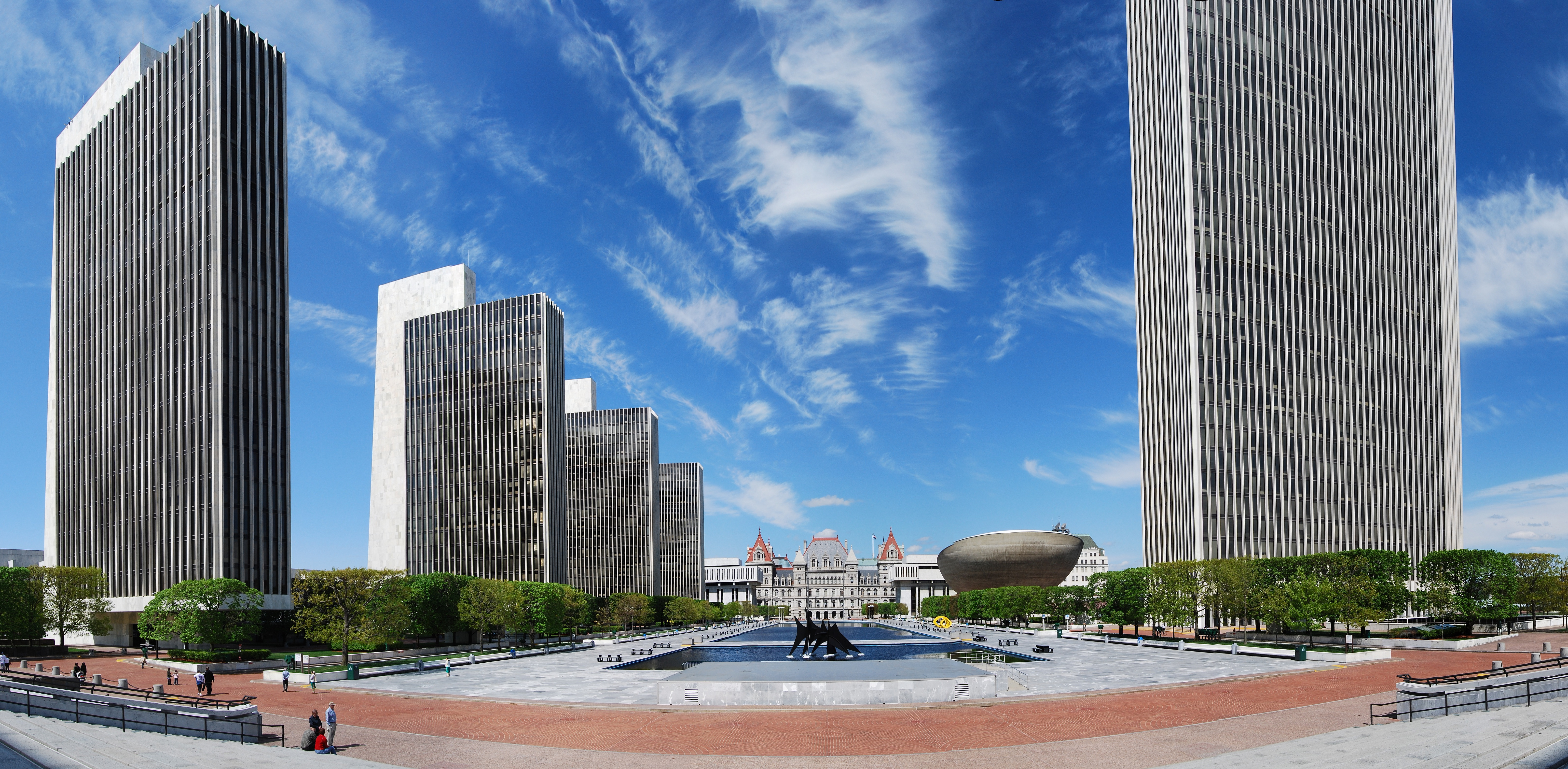
Vista general del complejo.

El Empire State Plaza es un complejo de oficinas situado en Albany, Estado de Nueva York. Fue construido entre 1965 y 1976. Reúne gran parte de la administración y el gobierno del Estado de Nueva York y está cerca del Capitolio de Nueva York. Su principal arquitecto es Wallace Harrison a raíz de una idea de Nelson Rockefeller. El complejo es de arquitectura brutalista.

## Edificios del complejo
Los edificios se establecen alrededor de una fila de tres piscinas reflectantes. En el lado oeste están las cuatro torres de agencias de 23 pisos y 94 metros. En el lado este está El Huevo (Centro de Reuniones) y la Torre Erastus Corning de 42 pisos 180 metros, que tiene una plataforma de observación. En el extremo sur está el Centro de Educación Cultural, situado en una plataforma superior; Y en el extremo norte está el Capitolio de Nueva York. Aunque el Capitolio es anterior a la plaza, está conectado por una escalera mecánica que permite el acceso subterráneo al resto del complejo, concretamente al Edificio de la Oficina Legislativa.
La plaza está conectada con el Times Union Center (un estadio deportivo cubierto, conocido anteriormente como el Pepsi Arena, y originalmente llamado el Knickerbocker Arena) por un puente peatonal y al Capitolio del Estado de Nueva York por un túnel subterráneo. Además hay un túnel que funciona bajo el parque del oeste del capitolio, conectando el edificio del capitolio con el edificio de Alfred E. Smith.

## Memoriales
El Empire State Plaza tiene al menos 15 monumentos conmemorativos de varios tipos, construidos por la Oficina de Servicios Generales del Estado de Nueva York. Los monumentos conmemorativos estatales de la Segunda Guerra Mundial, la guerra de Corea y la Guerra de Vietnam se encuentran aquí, así como monumentos conmemorativos especiales para mujeres veteranas, policías, bomberos, víctimas de delitos, niños y personas desaparecidas.

## Galería de imágenes

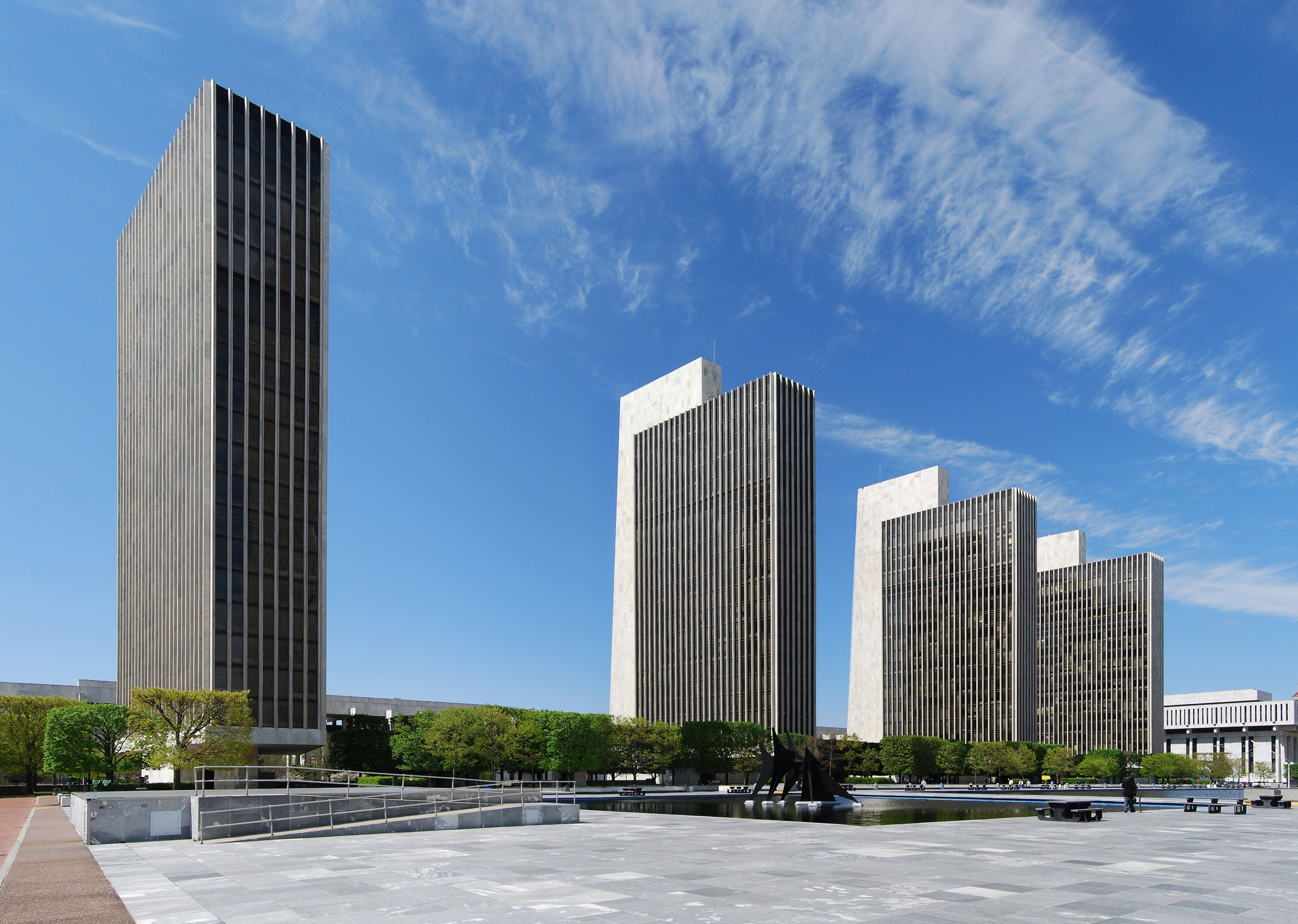
Agency Buildings del 1 al 4
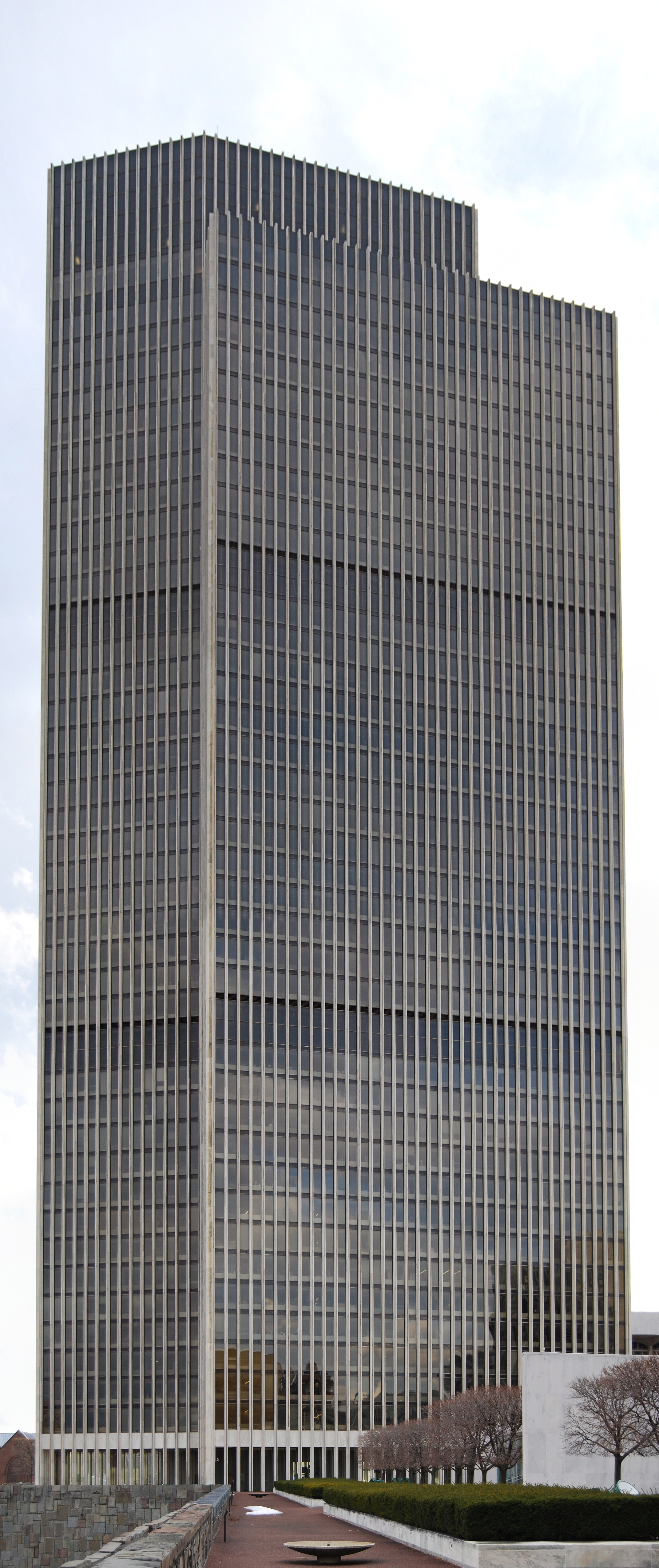
Corning Tower
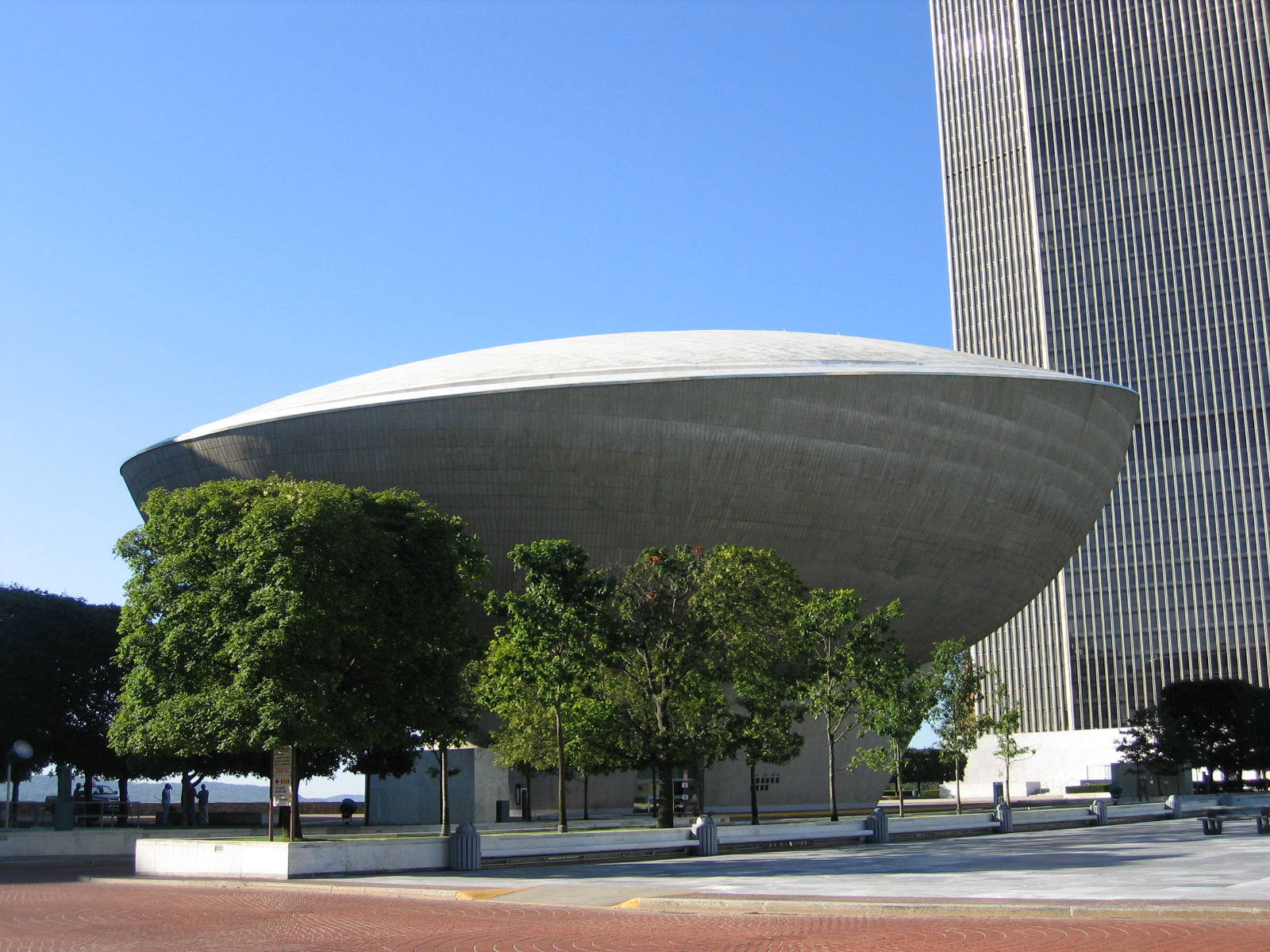
El Huevo
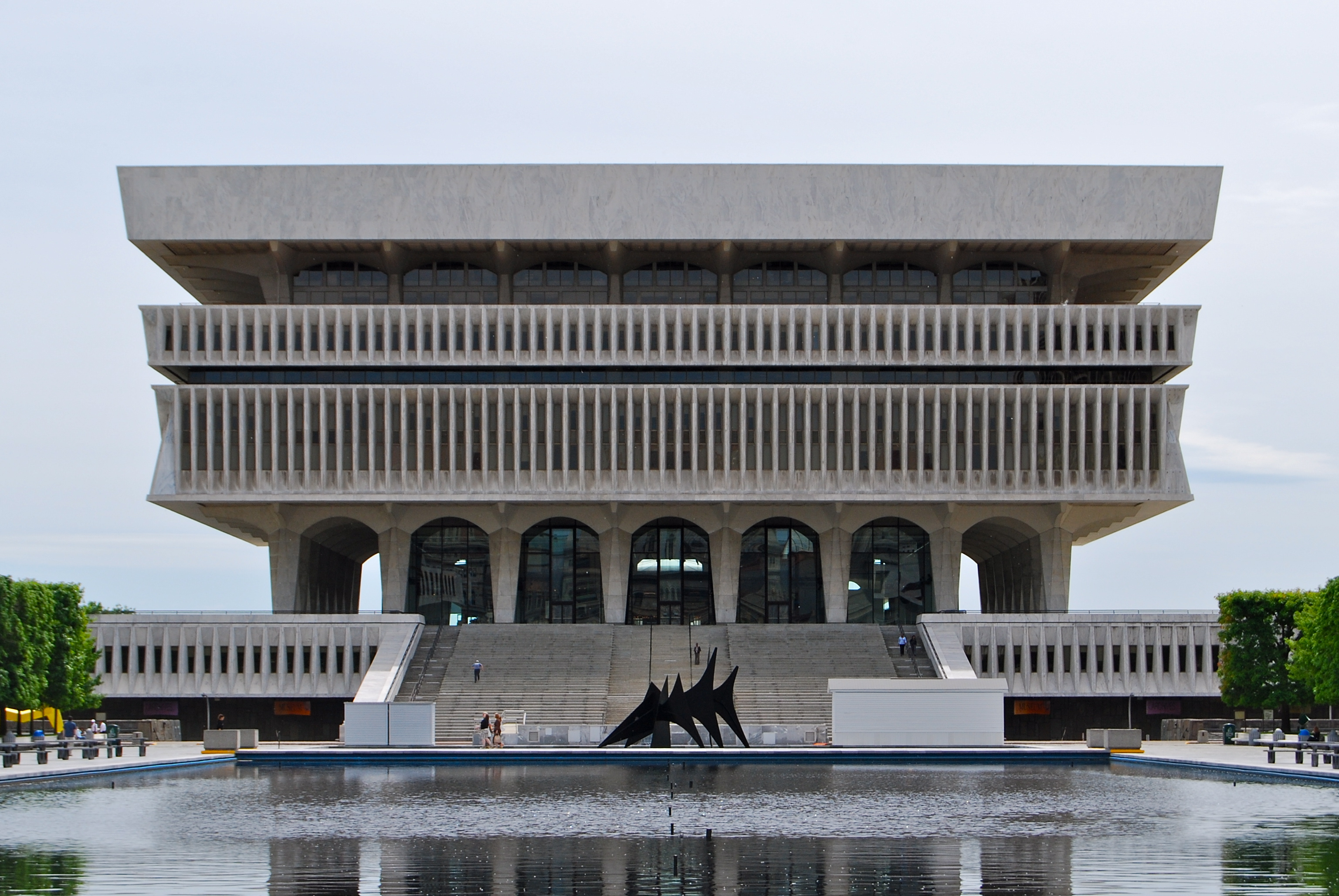
Centro de Educación Cultural
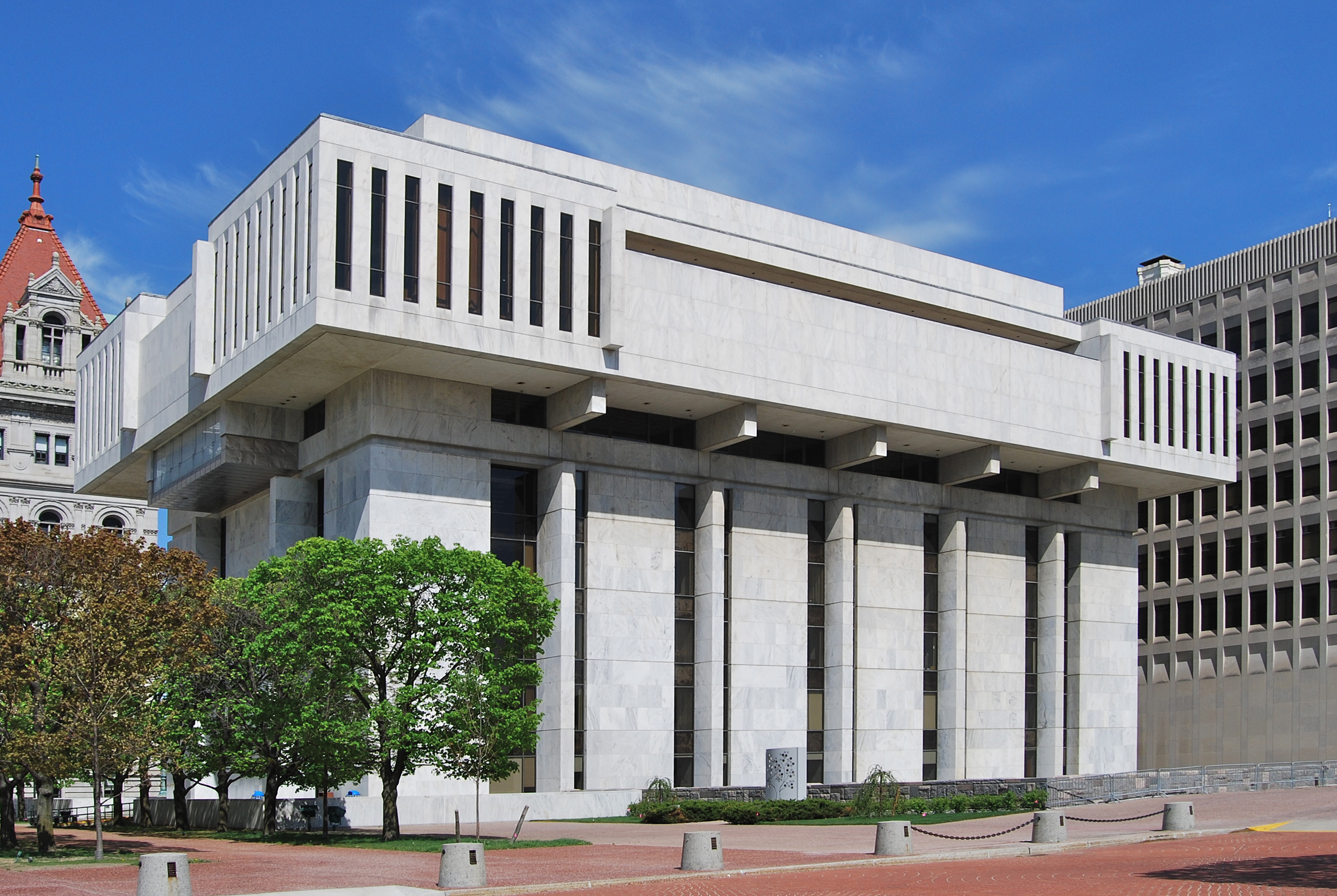
Edificio de Justicia
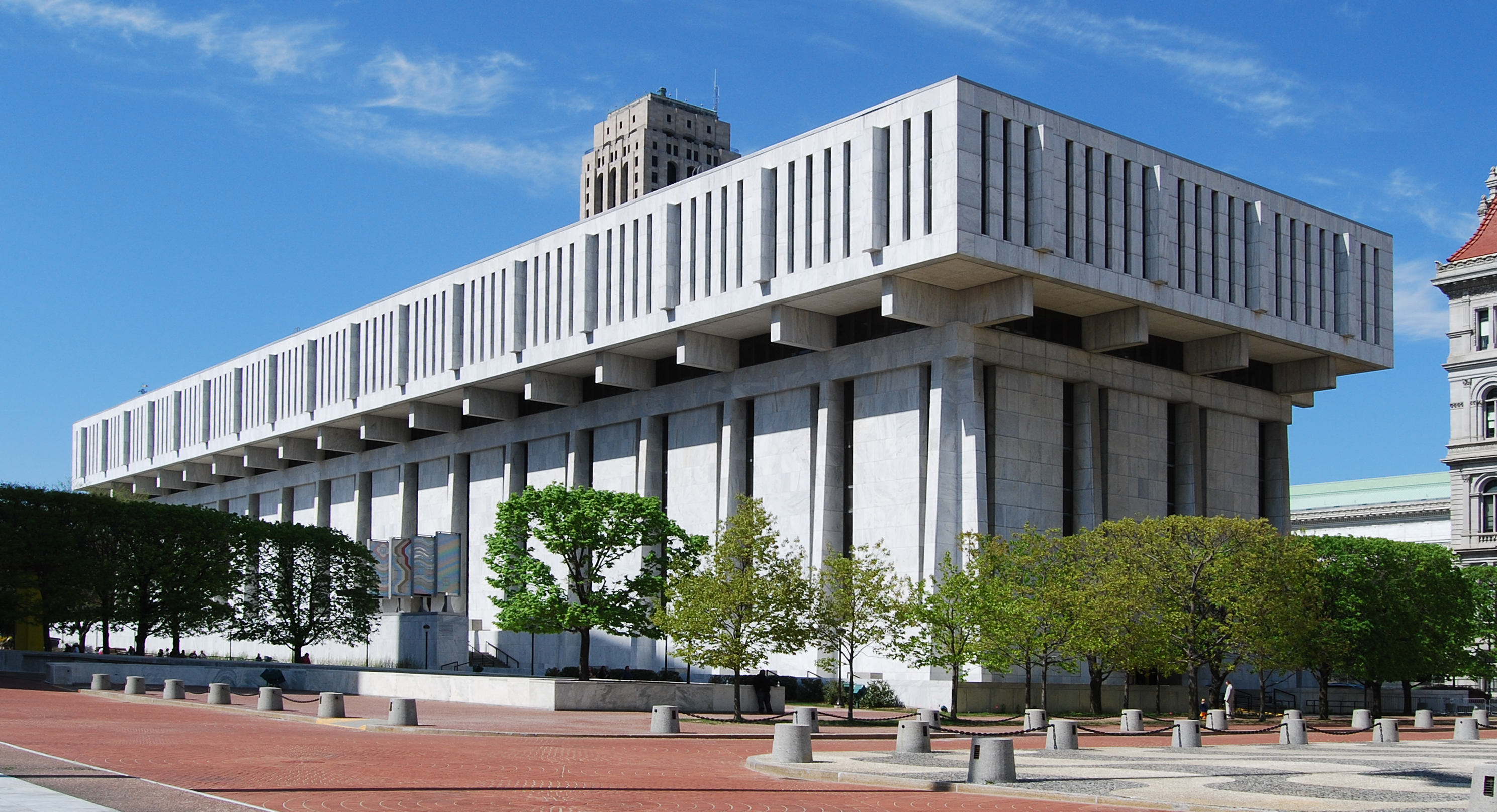
Oficina del poder legislativo estatal
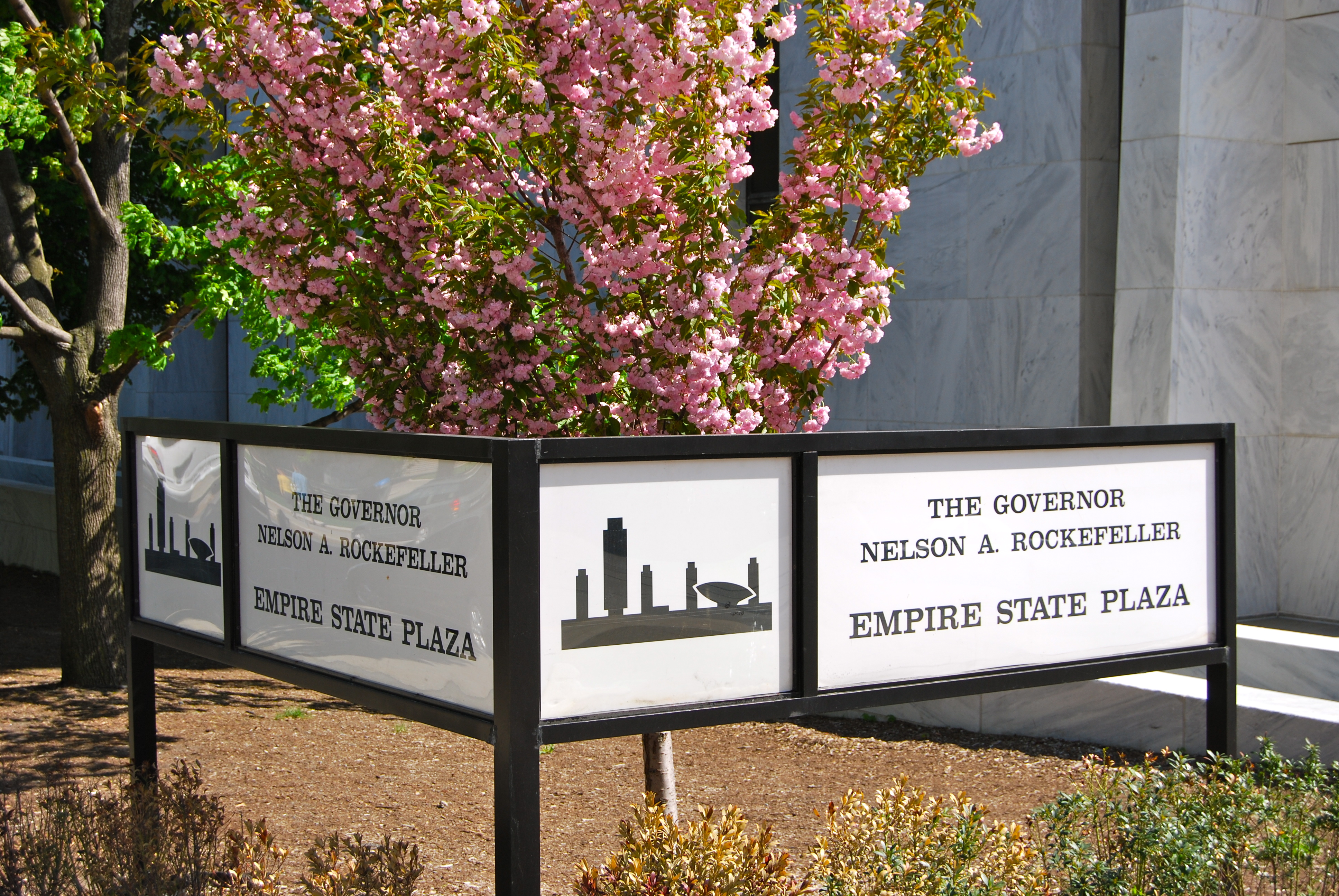
Cartel de la plaza